# 六因五果
六因論，佛教理論，對於因果論的一種解說，最早源自迦多衍尼子《發智論》，屬於說一切有部。六因論把一切事物之因，分為六種：即能作因、俱有因、同類因、相應因、遍行因與異熟因。六因能產生的結果，分為五果，即異熟果、等流果、增上果、士用果、離繫果。兩者合稱六因五果。

## 概論
相傳六因論原出自於《增一阿含經》，但最早提出此學說的為迦多衍尼子。六因論的前身是四緣說。
以三世來區分，六因之中，徧行因與同類因通於過去，與現在二世，但不通於未來；而異熟、相應、俱有通於過去現在未來三世。無為法中的能作因，超越三世，不墮於三世；而有為法的能作因，則在三世中遍有。
相對於六因，可分為有為果與無為果。有為果分成四者：異熟、等流、增上、士用。無為果只有一種，即離繫。

## 分類

### 六因
因是指能引生结果的原因。部派佛教说一切有部，认为因有六种：能作因、俱有因、同类因、相应因、遍行因、异熟因。

#### 能作因
又名所作因、随造因，即某物生时，凡一切不对其发生阻碍作用之事物，皆为某物之能作因，其范围至广。

#### 俱有因
又作共有因、共生因，为俱有果之因，即辗转同时互为因果者。 又称共因，是指心与心所更相佐助，如兄弟同生互相成济。

#### 同类因
又作自分因、自种因，是指过去与现在之一切有漏法，以同类相似之法为因，故称同类因，如善法为善法之因，乃至无记法为无记法之因是。

#### 相应因
是指认识发生时，心及心所必同时相应而起，相互依存，二者同时具足同所依、同所缘、同行相、同时、同事等等，故称相应因。
另外，相应因必定为俱有因，而俱有因未必即是相应因，故须于俱有因之外，别立此相应因。可谓俱有因係就互为果之义而成立，相应因係就互为因之义而成立。

#### 遍行因
又称一切遍行因，是指能遍行于一切染污法之烦恼而言，此遍行因由心所中之十一遍行生一切之惑。

#### 异熟因
又称作报因，乃指能招致三世苦乐果报之善恶业因，这些善恶业因能招善恶之果，因果异类而熟，故其因称为异熟因，其果称异熟果。

### 五果
果是指因缘而生、因缘而报的结果，又称果报。果报的种类有五种：异熟果、等流果、增上果、士用果、離繫果。佛教认为，六因得五果。

#### 异熟果
梵语 Vipākaphala, 即以恶业招来世三恶之苦果，以善业招来世人天之乐果。苦乐之果性，皆为无记，与业因之善与恶之性异。自六因中之异熟因而来。
按照烦恼的程度以及动机的大小而分为上中下三品。所谓上品恶业是指贪嗔痴极其粗重，并且长期积累，以这样的滔天罪恶就会下堕地狱；造中品恶业的人会投身饿鬼；积累下品恶业的人则转为旁生。
或指依上中下品的善业和恶业将会转入三善趣和三恶趣。多病的人身，从多病言，是感受等流果，从人身而言，是异熟果。从二者的法相看，并非交织在一起。

#### 等流果
梵语 niṣyanda-phala。又作依果、习果。依前之善心而转生后之善心，依前之惡心而益生后之恶业，依前之无记而生后之无记，等于果性因性而流来者。
自六因中之同类因与遍行因而来。

#### 增上果
梵语 adhipati-phala，即因助而生增上缘，依增上缘所得的结果。又指能作因所得的结果，即依助业之增上力所生的结果，亦即藉业余势而显现的结果。
又能作因与增上果有宽狭之别。

#### 士用果
梵语 puruṣakāra-phala。又作士夫果、功用果。係五果之一。谓由士夫之作用所得之果’例如穀麥等對諸農夫’名士用果。。‘士’谓‘士夫’，指人，‘用’谓‘作用’，指造作，此谓人使用工具所造作之各类事情，实指‘俱有因、同类因’所引起之果，因其力强，故称为士用果。
成唯识论述记卷八本依此而谓其义有二，即：
- 就人而言，此力用乃依有情而生；如农夫之于米麦，商贾之于理财，皆依彼士夫之力而成诸事业。
- 就法而言，诸法之生乃因诸作具而有；如农夫因稼而成熟，商贾因货而获利，作者假诸作具而成就之事业，其果广通一切有为法。

俱舍论卷所谓由‘俱有因、相应因’之作用所得之果，亦相当于今所说之士用果。

#### 離繫果
梵语 visaṃyoga-phala, 依涅槃之道力而证之者。涅槃离一切之繫缚，故云離繫。此法常住，非自六因而生者，唯以道力而证显，故虽与以果之名而非对于六因之因体。